# Balkan Beat Box
Balkan Beat Box er en verdensmusikgruppe.
På dansegulvet fra New York til Makedonien. Fra Berlin til Mellemøsten. Fra San Francisco til Jerusalem. New York'er orkesteret Balkan Beat Box kalder deres musik en naturlig reaktion mod verdens politiske grænser.
Med israelske rødder i bagagen har trommeslageren Tamir Muskat og saxofonisten Ori Kaplan skabt et musikalsk mix af balkan brass, Dj beats og traditionelle lydflader i en forfriskende og nyskabende udgave.
Muskat og Kaplan spiller også i NYC undergrundsorkestrene Firewater og Gogol Bordello. Med 7 musikere ved deres side og i samarbejde med Vj's har Balkan Beat Box skabt et magisk show, der overrasker.
I 2005 udgav bandet deres debutalbum Balkan Beat Box lavet i samarbejde med musikere fra Bulgarien, Marokko, Spanien, Israel og Palæstina.

## Diskografi

### Albums
- 2005: Balkan Beat Box

- 2010: Blue Eyed Black Boy